# لغة تواصل مشترك
لغةُ تواصل مُشترك (باللاتينية: Lingua franca) وتعرف كذلك باسم اللغة المشتركة ولغة التواصل واللغة التجارية واللغة المساعدة والمركبة، وهي لغة أو لهجة تستخدم لجعل التواصل ممكناً بين المجموعات التي لا تتشارك لغةً أم واحدة، وتكون عادةً لغة ثالثة تختلف عن اللغتين الأصليتين للمتحدثين، وتنتشر لغات التواصل المشترك على نطاق واسع بشكل أكبر من عدد الأفراد الناطقين بها كلغة أم وعادة ما تكون لغة علوم أو كلغة للتجارة الدولية. مثال على ذلك العربية إذ بقيت لغة التواصل المشترك بين شعوب الخلافة العباسية خلال القرون الوسطى
كما أصبحت اللغة العربية هي لغة المعارف والعلوم ، وفي العصر الحالي تمثل اللغة الإنجليزية لغة التواصل المشترك الأكثر استعمالا.
تطورت لغة التواصل المشترك حول العالم على مدار التاريخ البشريّ لأغراض عدة، ليس فقط أغراضٌ تجارية (ولذلك سميت باللغة التجارية) ولكن لأسباب أخرى كالثقافة والديانات والاغراض الدبلوماسية والإدارية، كما أن اللغة المشتركة تعد وسيلة لتبادل المعلومات بين العلماء من جنسيات مختلفة.

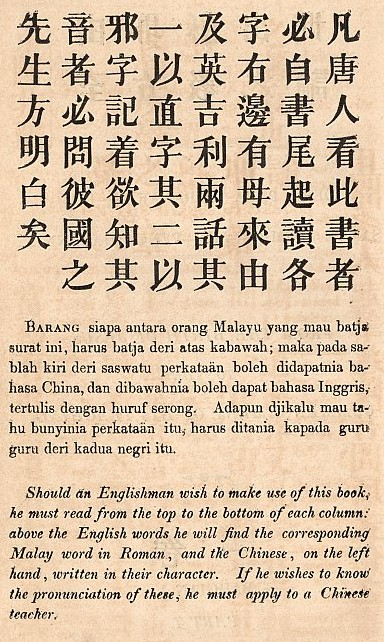
1839 الصينية الثلاثية -اللغة الملايوية- كانت اللغة المشتركة عبر مضيق ملقا وصولاً إلى شواطئ شبه جزيرة الملايو (في ماليزيا) والشواطئ الشرقية من سومطرة (إندونيسيا) واعتُمدت لغةً محليةً في أجزاء غرب شواطئ سراوق وكالمنتان الغربية في جزيرة بورنيو.

هذا المصطلح مأخوذ من اللغة المشتركة لدول البحر الأبيض المتوسط: اللغة المبسطة (يستخدمها عادة البحارة والتجار) التي استخدمت كلغة مشتركة في حوض البحر الأبيض المتوسط في القرن الحادي عشر حتى القرن التاسع عشر.
اللغة العالمية هي لغة تستعمل دولياً ومن مختلف الأشخاص، وتعد لغة مشتركة عالمية.

## السمات والخصائص
يشير مصطلح اللغة المشتركة إلى أي لغة تستعمل بغية في التواصل بين أشخاص لا يتشاركون ذات اللغة الأم، وقد يشير أيضا إلى لغات مدموجة كاللغات الهجينة والمولدة (الكريول) اللاتي استعملتا بهدف التواصل، ويشير مصطلح اللغة المشتركة أيضاً إلى لغات تنتمي إلى أمة واحدة (والتي تقع تحت سلطة استعمارية غالباً) لكنهم يستعملون لغة ثانية مشتركة للتواصل فيما بين متحدثي اللغات المختلفة في المستعمرة أو المستعمرة سابقاً، إن مصطلح اللغة المشتركة هو مصطلح فعال قائم بحد ذاته دون أي هيكلة لغة أو تاريخ لغوي.
إن اللغة المشتركة ليست بلغة مستحدثة، بل هي موجودة أصلا، وقد تكون لغات هجينة بالإنجليزية: pidgin أو موّلدة (كريولية): creole تطورت في إقليم وسياق محدد كالعمل والتجارة، إن اللغة الهجينة هي لغة مبسطة ناتجة من دمج لغتين أو أكثر، فيما تعد اللغات المولدة (الكريولية) لغاتً هجينة في الأصل تطورت لتصبح لغة قائمة بحد ذاتها خلال انتقالها عبر الأجيال إن اللغات المشتركة كالفرنسية مثلاً تستعمل لتسهيل عملية التواصل في النطاق الواسع كالتجارة والشؤون السياسية، بينما اللغة الهجينة والمولدة عادة ما تكونان وليدتا الاستعمار والحاجة إلى التواصل مابين المُستعمر والمستوطن للبلاد، اللغات المشتركة عادة ما تكون واسعة الانتشار وبمتحدثين محليين كُثر، على عكس اللغات الهجينة والمولدة أو فهي تعد وسيلة تواصل مبسطة تفتد الهيكلة اللغوية وبقواعد نحوية قليلة وبسيطة، كما أنها بالكاد تمتلك متحدثين أصليين محليين لها، ولكن فإن اللغات المولدة تعد نامية بشكل أكبر من اللغات الهجينة الموروثة فهي تمتلك سياقاً لغوياً أكثر تعقيدا وقواعد نحوية ومفرداتٍ أكثر، إضافة إلى تواجد مجتمع ضخم من المتحدثين المحليين لها.
تعد اللهجة العامية اللهجة الأم للعديد من المجتمعات المختلفة في نطاق جغرافي محدد، لكن اللغة المشتركة تتجاوز الحدود الجغرافية ومجتمع اللغة الأصلي، فتستخدم في التجارة والدين والسياسة ولدوافع اكاديمية، فعلى سبيل المثال، اللغة الإنجليزية هي اللغة أو اللهجة المحلية في الولايات المتحدة، ولكنها تخدم كلغة مشتركة في الفلبين إلى جانب اللغة العربية والفلبينية والفرنسية والصينية وكذلك الأسبانية والهندوسية والبرتغالية، كما تخدم اللغة الروسية غاية صناعية وتعليمية كلغة مشتركة، متجاوزين الحدود الإقليمية والوطنية.
تم أُنشاء اللغة الدولية المساعدة بغية أن تكون لغة مشتركة عالمية، كلغة الأسبرانتو وLingua Franca Nova ، لكنهما لم يحظيا بقدر كبير من التوسع والانتشار ولذلك فلا يمكن أن يعتبرا لغات مشتركة عالمية.

## الاشتقاق
اشتق مصطلح اللغة المشتركة من اللغة الهجينة لسكان دول البحر الأبيض المتوسط، والتي انتشرت بشكل واسع من شرق البحر الأبيض المتوسط وصولاً إلى المشرق العربي، فقد استخدمت كلغة للتجارة والشؤون الدبلوماسية بدءاً من نهاية العصور الوسطى وعصر النهضة الأوروبية حتى القرن الثامن عشر وفي ذلك الوقت كان المتحدثون الإيطاليين يهيمنون على التجارة البحرية في مدن الموانئ للدولة العثمانية، نتيجة لذلك تم استخدام لغة مبسطة إيطالية مع العديد من الكلمات المستعارة من اليونانية والفرنسية القديمة والبرتغالية والقسطانية جنباً إلى العربية والتركية والإسبانية اللواتي استخدمن بشكل واسع كلغات مشتركة للمنطقة.
وفي شرح المصطلح اللاتيني Lingua Franca أو اللغة المشتركة، فإن lingua تعني «اللغة» في البرتغالية والإيطالية، وfranca ترتبط بكلمة Phrankoi في اليونانية و Faranji في العربية إلى جانب وجود مقابل لها في الإيطالية والبرتغالية، وفي كل الحالات فإن المترادفات تقودنا إلى المصطلح Frankish أوالإفرنجية والذي يجعل ترجمة مصطلح Lingua Franca المباشر هو«لغة الفرنجة» بالإنجليزية Language of the Franks ففي أواخر الحكم البيزنطي كان المصطلح «فرنجة» يطلق على الأوربيون الغربيون.

## أمثلة على اللغات المشتركة

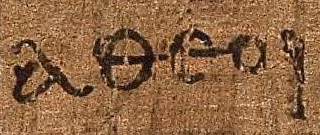
الكوينية اليونانية

تم استخدام اللغات المشتركة للتواصل منذ القدم، فقد كانت اللاتينية والكينية اليونانية بمثابة لغات مشتركة في الإمبراطورية الرومانية والثقافة الهلنستية، بينما خدمت الأكادية (والتي اندثرت أثناء العصور الكلاسيكية القديمة) والأرامية بشكل واسع في غرب آسيا أثناء حكم إمبراطورياتٍ سابقة.
اللغة الهندوستانية (الهندية والأوردو) هي لغة التواصل المشتركة في باكستان وشمال الهند كما تبنت العديد من الولايات الهندية نظام لغات ثلاثيّ، ففي الولايات المتحدثة للهندية يدرس طلابها ثلاث لغات:1- الهندية مع السنسكريتية كمسار تعليمي مركب 2- الأوردو أو أي لغة هندية حديثة أخرى 3- الإنجليزية أو أي لغة حديثة أوروبية، أمّا في الولايات غير المتحدثة للهندية فيدرس طلابها كالآتي: 1- لغة إقليمية 2- الهندية 3- الأوردو أو أي لغة حديثة هندية أخرى باستثناء الهندية واللغة الإقليمية 4- الإنجليزية أو أي لغة أوروبية أخرى، كما برزت الهندية كلغة تواصل مشترك في أورناتشال براديش، وهي ولاية متنوعة لغوياً في شمال الهند وقد قدر ان 90٪ من سكان الولاية يجيدون الهندية.
اللغة الإندونيسية - والتي تنحدر من اللغة الماليزية - هي اللغة الأولى ولغة التواصل المشتركة في إندونيسيا، كما ان سكان ماليزيا وسنغافورة والبروناي يجيدون الإندونيسية أيضاً، رغم أن متحدثي اللغة الجاوية -كلغة أم- كُثُر، إلا أن الإندونيسية لاتزال هي اللغة الوحيدة للتواصل والمنتشرة حول انحاء البلاد.

اللغة السواحلية تطورت اللغة السواحلية كلغة تواصل مشتركة بين متحدثي لغات البانتو القبليين في شرق السواحل الأفريقية والتي تأثرت بشكل كبير باللغة العربية، بدأت الكتابة بالسواحلية في 1711 ميلادية، وفي بدايات 1800 انتقل استخدام السواحلية داخلياً مع استيراد العرب للعاج وبدء تجارة العبيد، ثم اعتمدها الأوربيون خلال فترة الاستعمار للمنطقة، وكما استخدمها المستعمرون الألمان كلغة إدارية في تنجانيقا، والذي بدوره أدى إلى اعتمادها كلغة وطنية في المستقلة حالياً تنزانيا.

 	

اللون الازرق الغامق يشير إلى المناطق التي خدمت فيها الانجليزية كلغة محلية. بالأزرق الفاتح يشير إلى الدول والمناطق التي اعتمدت فيها الانجليزية كلغة رسمية، لكنها لم تخدم كلغة محلية للسكان.

كما في الاتحاد الأوروبي دَفع استخدام الإنجليزية كلغة مشتركة الباحثين للتحري حول ظهور لهجة جديدة إنجليزية، وعندما أصبحت المملكة البريطانية قوة استعمارية خدمت اللغة الإنجليزية كلغة تواصل مشتركة للمستعمرين في الإمبراطورية البريطانية، وفي فترة مابعد الاستعمار، فضّلت بعض القبائل والأمم التي تمتلك لغات أصلية متنوعة اختيار الإنجليزية كلغتهم الرسمية.

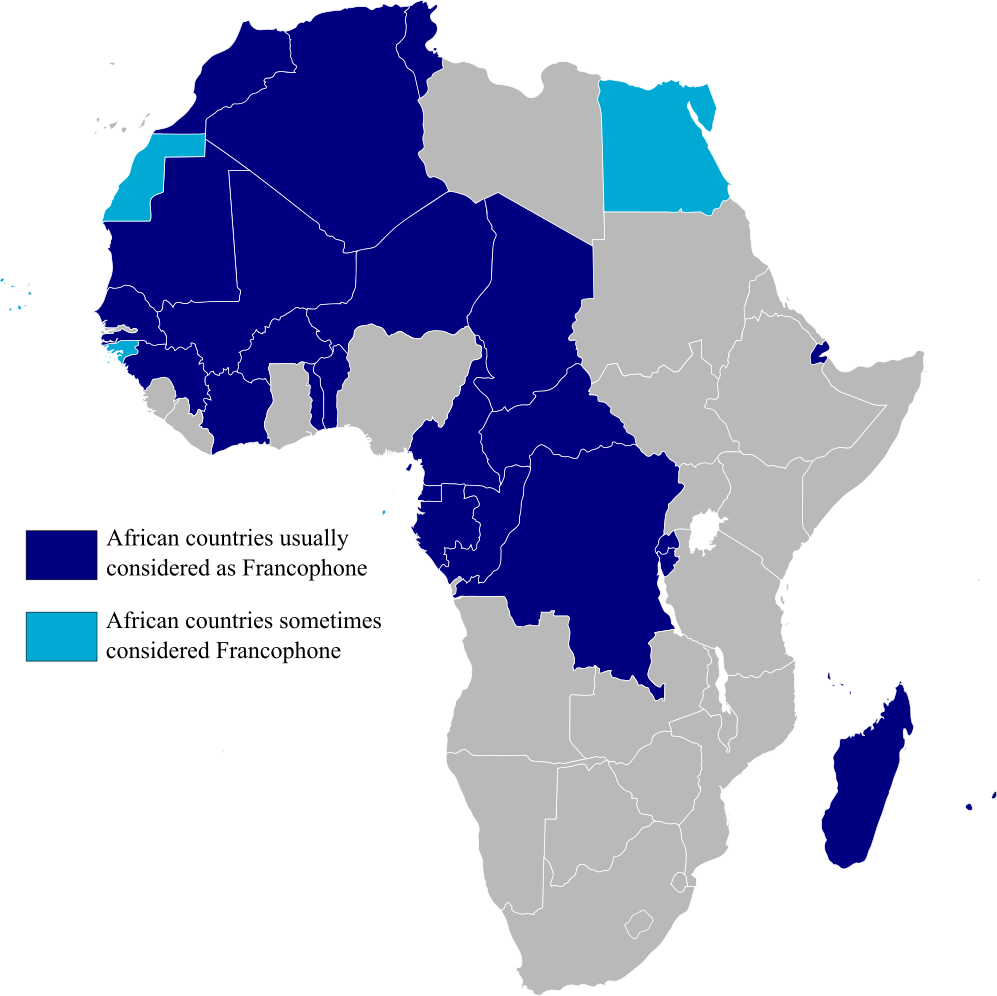
افريقيا الفرنكوفونية

اللغة الفرنسية تستخدم بمثابة لغة تواصل في معظم دول غرب ووسط أفريقيا وتعد لغة رسمية في الكثير من الدول الإفريقية كبقايا من آثار الاستعمار الفرنسي والبلجيكي لأفريقيا، هذه الدول الإفريقية تعد عضواً من المنظمة الدولية الفرانكفونية.
اللغة الروسية هي لغة مفهومة على نطاق واسع في آسيا الوسطى والقوقاز، ومناطق كانت سابقاً جزءاً من الإمبراطورية الروسية والاتحاد السوفييتي وفي كثير من دول شرق أوروبا وأوروبا الوسطى، كما أن الروسية استمرت كلغة رسمية في رابطة الدول المستقلة، وتعد الروسية واحدةً من الست لغات الرسمية للأمم المتحدة.
في قطر، يعد المجتمع الطبي مليئاً بموظفين من دول أخرى لا يتحدثون الإنجليزية كلغة أُم، رغم ذلك يتواصل الممرضون أثناء الممارسات الطبية وفي المستشفيات مع الخبراء والأطباء الاخرين بالإنجليزية مستخدمةً بمثابة لغة تواصل فيما بينهم، هذا الأمر أدى إلى اثارة انتباه الباحثين للبحث عن العواقب والميزات لاستخدام لغة تواصل مشتركة في المجتمع الطبيّ.
اللغة الفارسية تعد لغة تواصل مشتركة في إيران كما أنها لغتها الرسمية.
لغة الهوسا من الممكن أن ينظر لها كلغة تواصل مشتركة نظراً إلى أنها تستخدم للتواصل مابين متحدثي اللغات المختلفة في نيجيريا الشمالية ودول غرب افريقيا.
لغة الإشارة لغة الإشارة الهندية كانت لغة الإشارة الوحيدة التي وثقت كلغة تواصل مشتركة عبر شمال أمريكا، وقد كانت اللغة الثانية للعديد من المواطنين واشتقت لغة الإشارة الكولومبية منها – والتي لم تعد تستخدم الآن-، كما أن لغة الإشارة للأسكيمو قد تكون حالة مشابهة في القطب الشمالي.